# Лі Тхай Тонг
Лі Тхай Тонг (в'єт. Lý Thái Tông; 1000–1054) — 2-й імператор династії Пізні Лі в 1028—1054 роках. Заклав основи правової системи та розпочав активну зовнішню експансію.

## Життєпис
Старший син Лі Тхай То, тхан ве (командира гвардії головного палацу), при імператорах династі ранніх Ле, що правили в Дайков'єті. Народився у 1000 році, отримавши ім'я Дик Т'їн.
1009 року батько здобув трон і став засновником династії Пізні Лі. 1012 року оголошується спадкоємцем трону під ім'ям Фат Ма. Коли йому було 12 років, для нього був побудований палац поза забороненого міста, серед міських кварталів Тханглонга. У 1019—1020 роках номінально очолив військо, яке втрутилося у внутрішні справи Чампи.
В подальшому очолював походи для придушення заколотів місцевої знаті. У 1024 році — в тяу Фонглуан, в 1026 році — в тяу З'єн, 1027 року — тяу Тхатнгуєн.
У 1028 році після смерті Лі Тхай То успадкував трон, придушивши заколот братів Донг Тінь, Ву Дика, Зик Тханя. Змінив ім'я на Лі Тхай Тонг. Продовжив політику централізації попередника. Невдовзі придушив заколот ще одного брата Кхой Куок, який захопив фортецю Хоали. Слідом за цим значна частина мешканців Хоали переселена до Тханглонгу. У 1130 і 1132 роках відправляв посольства до імперії Сун.
Для зміцнення статусу монарха впровадив урочисту клятву всіх вищих і столичних чиновників на вірність імператорові. Вона стала щорічною. Також був затверджений новий склад палацової варти, загальна чисельність якої склала приблизно 2 тис. вояків. Вона була розділена на 10 загонів, кожен з яких поділявся на 2: лівий і правий. На лобі у цих гвардійців татуювали особливий знак, який служив пропуском і водночас утримував від здачі в полон. У 1029 році в столиці було споруджено імператорську цитадель. До 1030 року було зведено 150 буддистських храмів різного розміру по всій країні.
Посилення влади монарха призвело до низки повстань в провінціях, які були придушені 1031 року в тяу Хоан, 1033 року — Діньнгуєні, 1035 року — тяу Ай. Протягом 1038—1039 років вів запеклу війну проти гірського племені нунгів, які на чолі з Нунг Тон Фуком оголосили про утворення власної держави Чионгшинь. 1039 року провів реформування уряду та систему підпорядкування серед правлячої династії (на кшталт бюрократичної системи).
З 1040 року став готуватися до війни проти Чампи. У 1041 році викрито змови з метою повалення імператора. Того ж року придушено нове повстання нунгів. 1042 року було впроваджено кримінальний кодекс на основі танського. Він став першим відомим писемним кодексом у в'єтнамській історії. Того ж року розпочалася робота зі створення системи поштових станцій по всій країні. Також вдосконалив систему збору податків, офіційно закріпивши плату збирачам у кількості 1/10 від зібраного. 1043 року видав наказ про заборону торгівлі хоанг-намами (вільними общинниками), яких натомість було перетворено на особисто залежних селян. Цим завдано удару по аристократам.
1043 року споруджено військовий флот для походу проти Чампи. Разом з тим намагався покращити відносини з нунгами, надавши їх очільнику Чі Као посаду тхайбарі (на кшталт удільного князя) та відповідну печатку. У 1044 році Лі Тхай Тонг здійснив успішний похід проти Чампи, перемігши тамтешнього володаря Джая Сімхавармана II, що загинув. Похід цей приніс значну здобич Лі Тхай Тонгу у вигляді 5 тис. полонених, 50 слонів та скарбниці й гарему загиблого чампського правителя. У 1045 році нунги визнали зверхність імператора Лі Тхай Тонга. 1047 року останній сприяв заснуванню торгівельного поселення Вонгкуок. З 1049 року став приділяти значну увагу підтримці буддизму. У 1048 році дипломатично спрямував силу нунгів на чолі з Нунг Чі Као проти імперії Сун, з якою Лі Тхай Тонг мав прикордонні конфлікти. Спочатку той захопив чжоу (провінцію) Аньде в гірських районах. Потім захопив частину провінції Юнчжоу, оголосивши власну державу Наньтянь (під зверхністю Лі Тхай Тонга). В результаті війна нунгів з китайцями тривала до 1053 року, але Дайков'єт не отримав від цього якогось зиску, оскільки нунги після тривалих успіхів зрештою зазнали тяжкої поразки.
Помер Лі Тхай Тонг 1054 року. Йому спадкував син Лі Тхань Тонг.

## Девізи правління
- 1028—1034 — Тхієн-тхань в'єт. Thiên Thành
- 1034—1039 — Тхонг-тхуі в'єт. Thông Thụy
- 1039—1042 — Кан-фу хиу-дао в'єт. Càn Phù Hữu Đạo
- 1042—1044 — Мінь-дао в'єт. Minh Đạo
- 1044—1049 — Тхієн-кам тхань-ву в'єт. Thiên Cảm Thánh Võ
- 1049—1054 — Шунг-хинг дайбао в'єт. Sùng Hưng Đại Bảo